# Habsburg-Lothringen

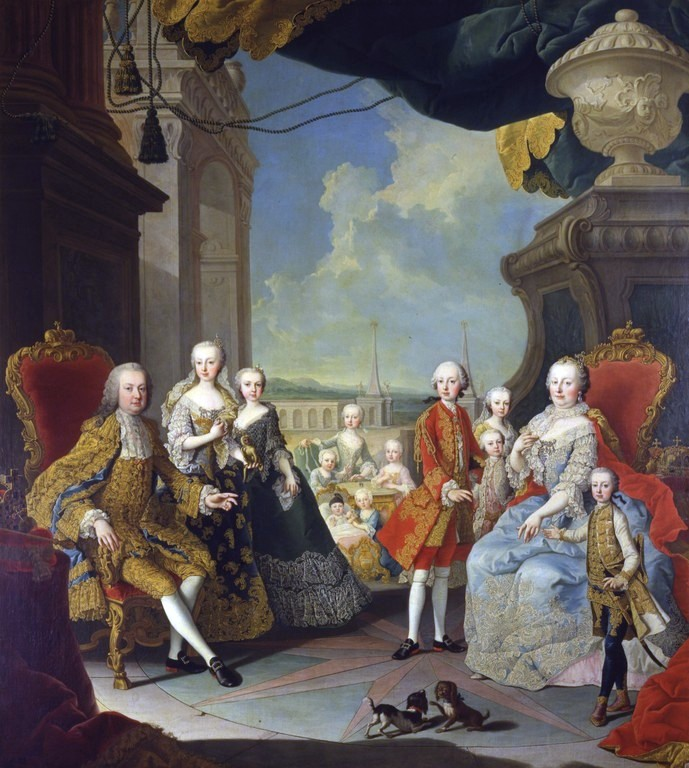
Maria Teresia med familj av Martin van Meytens, 1754.

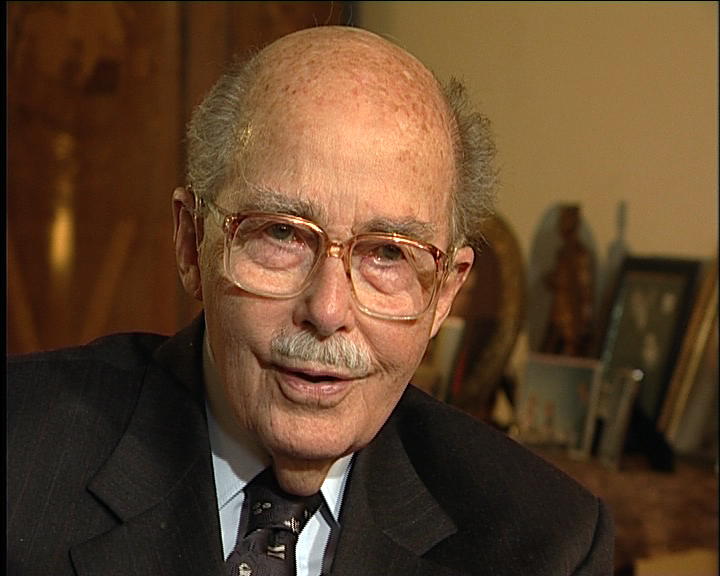
Ärkehertingen av Österrike och kronprins av Österrike-Ungern, Otto von Habsburg 2004

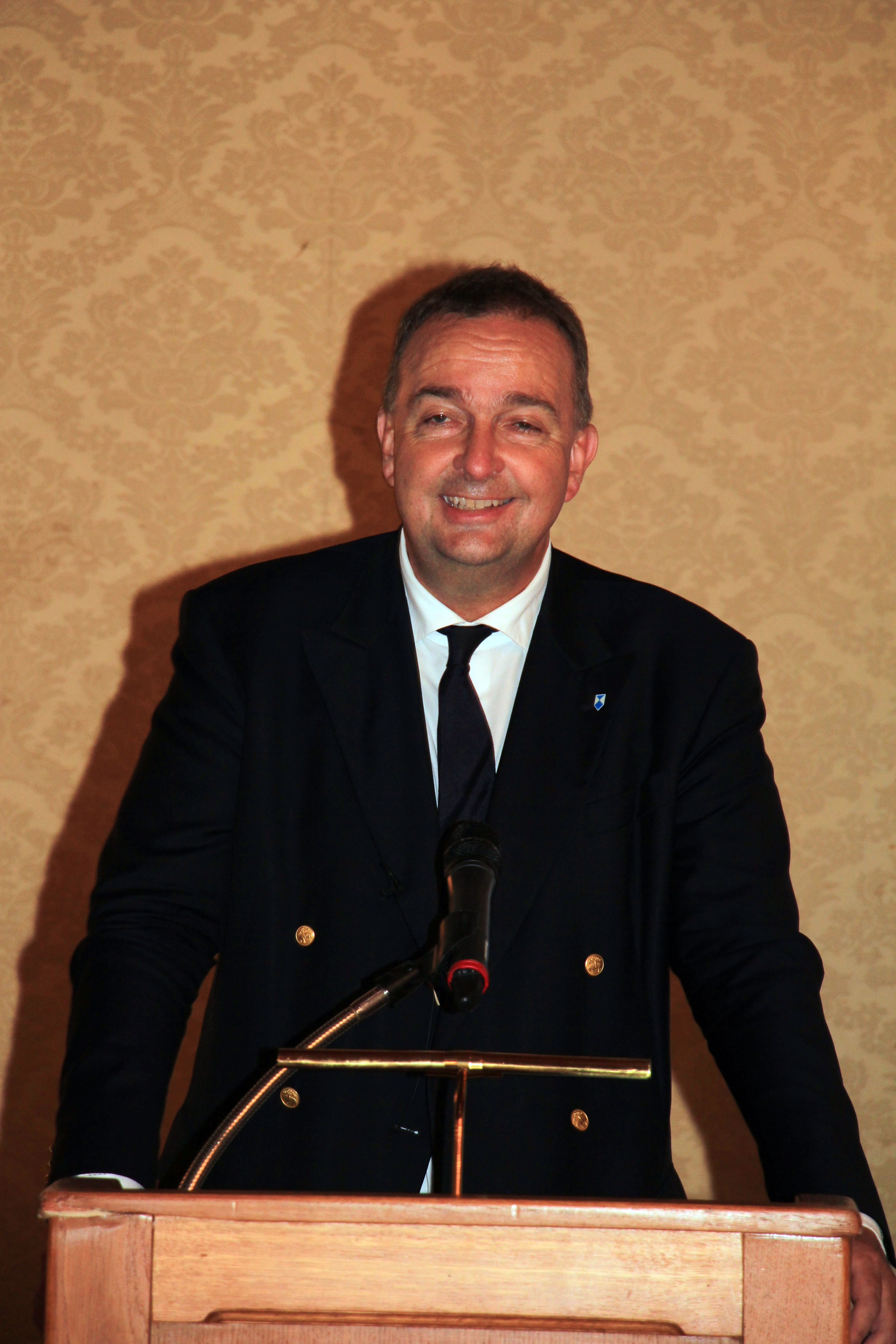
Otto von Habsburgs son Karl Habsburg-Lothringen, nuvarande huvudman för Huset Habsburg

Huset Habsburg-Lothringen, är ett kungahus som utgår från Österrikes kejsarinna Maria Teresia av Österrike, som var av huset Habsburg, och Frans I (tysk-romersk kejsare), som var av huset Lothringen.
Huset regerade bland annat det Tysk-romerska riket till 1806, Toscana 1737-1801 och 1814-1860, Mexiko 1864-1867 samt kejsardömet Österrike och därefter Österrike-Ungern till 1918.
En sidolinje av huset Habsburg-Lothringen var huset Habsburg-Este, även kallat Österrike-Este, som utgick från Frans I:s och Maria Teresias son, ärkehertig Ferdinand Karl, och dennes hustru Maria Beatrix, den sista av dynastin Este.

## Ätten Habsburg-Lothringen i dag
Förre huvudmannen för ätten och Österrike-Ungerns siste kronprins Otto von Habsburg, hade en central roll som ordförande inom EU-kommissionens ekonomiska avdelning, och var till sin död bosatt i Pöcking i Tyskland. Sonen, Karl Habsburg-Lothringen, satt i Europaparlamentet från 1996 till 1999. En av Ottos döttrar, Walburga Douglas, bor i Sverige och var moderat ledamot av Sveriges riksdag 2006–2014.

## Stamtavla över huset Habsburg-Lothringen
(Urval)
1. Maria Teresia av Österrike (1717-1780), gift 1736 med Frans I (tysk-romersk kejsare) (1708-1765)
  1. Josef II (tysk-romersk kejsare) (1741-1790)
  2. Maria Kristina av Österrike (1742–1798), gift 1766 med Albert Kasimir av Sachsen-Teschen, Ståthållare i Österrikiska Nederländerna 1781–1793
  3. Maria Amalia av Österrike (1746–1804), gift 1769 med Ferdinand av Parma
  4. Leopold II (tysk-romersk kejsare) (1747-1792), gift 1764 med Maria Ludovika av Spanien
    1. Maria Teresia av Österrike (1767–1827), gift 1787 med Anton av Sachsen
    2. Frans II (tysk-romersk kejsare) (1768-1835), gift 1790 med sin dubbelkusin Maria Teresa av Neapel och Sicilien
      1. Ärkehertiginnan Marie Louise (1791-1847), gift 1810 med Napoleon I
      2. Ferdinand I av Österrike (1793-1875); abdikerade 1848, under ungerska revolutionen
      3. Maria Leopoldina av Österrike (1797-1826), gift 1817 med Peter I av Brasilien
      4. Ärkehertig Frans Karl (1802-1878), gift 1824 med Sofia av Bayern; avstod tronen till förmån för sin son
        1. Frans Josef I av Österrike & Ungern (1830-1916), gift 1854 med Elisabeth Sisi av Bayern
          1. Ärkehertiginnan Sofie Fredrika (1855-1857)
          2. Ärkehertiginnan Gisela (1856-1932), gift 1873 med Leopold av Bayern
          3. Kronprins Rudolf (1858-1889), gift 1881 med Stephanie av Belgien; begick självmord med sin älskarinna
            1. Ärkehertiginnan Elisabeth Marie (1883-1963), gift 1902-1948 med Prins Otto av Windisch-Grätz, gift 1948 med Leopold Petznek

          4. Ärkehertiginnan Marie Valerie (1868-1924), gift 1890 med Frans Salvator av Toscana

        2. Maximilian I av Mexico (1832-1867), gift 1857 med Charlotte av Belgien; arkebuserad
        3. Ärkehertig Karl Ludvig (1833-1896) 
          1. Ärkehertig Franz Ferdinand, tronföljare 1896-1914, gift morganatiskt med Sophie von Chotek; båda mördade 1914
            1. Sophie, prinsessa av Hohenberg (1901–1990), gift 1920 med greve Friedrich von Nostitz-Rieneck
            2. Maximilian, hertig av Hohenberg (1902–1962), gift 1926 med grevinnan Elisabeth von Waldburg zu Wolfegg und Waldsee
            3. Ernst, prins av Hohenberg (1904–1954), gift 1936 med Marie-Therese Wood
            4. Dödfödd son (1908)

          2. Ärkehertig Otto (1865-1906), gift 1886 med Maria Josefa av Sachsen
            1. Karl I av Österrike & Ungern (1887-1922), gift 1911 med Zita av Bourbon-Parma
              1. Otto von Habsburg (1912-2011), gift 1951 med Regina av Sachsen-Meiningen; Kronprins 1916-1918, Husets överhuvud 1922-2011, ledamot av Europaparlamentet 1979-1999 
                1. Andrea von Habsburg (född 1953), gift 1977 med Karl-Eugen Erbgraf von Neipperg
                2. Monika von Habsburg (född 1954), gift 1980 med Luis María Gonzaga de Casanova-Cárdenas y Barón, Hertig av Santangelo
                3. Michaela von Habsburg (född 1954), gift tre gånger
                4. Gabriela von Habsburg (född 1956), konstprofessor, Georgiens ambassadör i Tyskland 2009-2013
                5. Walburga Habsburg Douglas (född 1958), gift 1992 med Greve Achibald Douglas; jurist, ledamot av Sveriges riksdag 2006-2014
                6. Karl Habsburg-Lothringen (född 1961), Husets överhuvud 2011- [1]
                  1. Eleonore Habsburg-Lothringen (född 1994), fotomodell
                  2. Ferdinand Zvonimir Habsburg-Lothringen (född 1997), racerförare
                  3. Gloria Habsburg-Lothringen (född 1999)

                7. Georg Habsburg-Lothringen (född 1964), gift 1997 med Eilika av Oldenburg
                  1. Sophia Habsburg-Lothringen (född 2001)
                  2. Ildikó Habsburg-Lothringen (född 2002)
                  3. Karl Konstantin Habsburg-Lothringen (född 2004)

              2. Ärkehertiginnan Adelheid av Österrike (1914-1971)
              3. Ärkehertig Robert av Österrike-Este (1915-1996), gift 1953 med Margherita av Savojen-Aosta
                1. Maria Beatrice Habsburg-Lothringen, (född 1954), gift 1980 med Riprand Graf von Arco-Zinneberg
                2. Lorenz Habsburg-Lothringen (född 1955), gift 1984 med Prinsessan Astrid av Belgien
                  1. Prins Amedeo av Belgien (född 1986)
                  2. Prinsessan Maria Laura av Belgien (född 1988)
                  3. Prins Joachim av Belgien (född 1991)
                  4. Prinsessan Luisa Maria (född 1995)
                  5. Prinsessan Laetitia Maria (född 2003)

                3. Gerhard Hasburg-Lothringen (född 1957)
                  1. Anton Habsburg-Lothringen (född 1976)

                4. Martin Habsburg-Lothringen (född 1959), gift 2005 med Katharina Prinzessin von Isenburg-Birstein
                5. Isabella Habsburg-Lothringen (född 1963) gift 1999 med Andrea Graf Czarnocki-Lucheschi

              4. Felix von Habsburg (1916-2011)

        4. Ärkehertig Ludwig Viktor (1842-1919)

    3. Ferdinand III av Toscana (1769-1824)
      1. Leopold II av Toscana (1797-1870)
        1. Ferdinand IV av Toscana (1835-1908)
          1. Leopold Wölfling (1868-1935)
          2. Luise av Österrike-Toscana (1870-1947), gift med 1891 med Fredrik August III av Sachsen
          3. Joseph Ferdinand av Toscana (1872-1942)
          4. Peter Ferdinand av Österrike (1874-1948)

        2. Karl Salvator av Toscana (1839-1892)
          1. Leopold Salvator av Toscana (1863-1931, gift 1889 med Blanca av Spanien
            1. Anton av Toscana (1901-1987), gift 1931 med Prinsessan Ileana av Rumänien

        3. Ludwig Salvator av Toscana (1847-1915)
        4. Johann Salvator av Österrike-Toscana (1852-1911)

    4. Ärkehertig Karl av Österrike-Teschen (1771-1847), gift 1815 med Henrietta av Nassau-Weilburg; fältmarskalk
      1. Maria Teresia av Österrike (1816–1867) (1816-1867), gift 1837 med Ferdinand II av Bägge Sicilierna
      2. Ärkehertig Albrecht av Österrike-Teschen (1817-1895), gift 1844 med Hildegard av Bayern
      3. Ärkehertig Karl Ferdinand (1818-1874), gift 1854 med sin kusin Elisabeth Franziska av Österrike
        1. Ärkehertig Fredrik av Österrike-Teschen (1856-1936), gift 1878 med Isabella av Croÿ; fältmarskalk
        2. Maria Kristina av Österrike (1858–1929), gift 1879 med Alfons XII av Spanien
        3. Ärkehertig Karl Stefan (1860-1933)
        4. Ärkehertig Eugen Ferdinand (1863-1954), ogift; fältmarskalk

    5. Ärkehertig Josef Anton (1776-1847)
      1. Ärkehertiginnan Elisabeth Franziska (1831-1903)
      2. Ärkehertig Josef Karl (1833-1905), gift 1864 med Clotilde av Sachsen-Coburg-Gotha
        1. Ärkehertig Joseph (1872-1962), gift 1893 med Auguste av Bayern (barnbarn till Kejsar Frans Joseph)
          1. Ärkehertig Josef Franz (1895-1957)

      3. Ärkehertiginnan Maria Henrietta (1836-1902), gift 1853 med Leopold II av Belgien

    6. Maria Klementina av Österrike (1777–1801), gift 1797 med Frans I av Bägge Sicilierna
    7. Ärkehertig Johan (1782-1859), morganatiskt gift 1829 med postmästardottern Anna Plochl (1804-1885)
    8. Ärkehertig Rainer (1783-1853), gift 1820 med Elisabeth av Savojen-Carignano; Vicekung i Lombardiet 1818-1848
      1. Ärkehertginnan Maria Adelheid (1822-1855), gift 1842 med Viktor Emanuel II
      2. Ärkehertig Rainer (1827-1913)

    9. Rudolf av Österrike (kardinal) (1788-1831)

  5. Maria Karolina av Österrike (1752-1814), gift 1768 med Ferdinand I av Bägge Sicilierna
  6. Ferdinand av Österrike-Este (I) (1754-1806)
    1. Francesco IV av Modena (1779-1846)
      1. Francesco V av Modena (1819-1875)
      2. Ferdinand av Österrike-Este (II) (1821-1849)
        1. Maria Teresia av Österrike-Este (1849–1919), gift 1868 med Ludvig III av Bayern

    2. Ferdinand Karl av Österrike-Este (1781-1850)

  7. Marie-Antoinette (1755-1793), gift 1770 med Ludvig XVI av Frankrike